# Pacifische sterrog
De pacifische sterrog (Caliraja stellulata) is een vissensoort uit de familie van de Rajidae. De wetenschappelijke naam van de soort is voor het eerst geldig gepubliceerd in 1880 door Jordan & Gilbert.